# サイモン・フランシス
サイモン・チャールズ・フランシス（Simon Charles Francis 、1985年2月16日 - ）は、イングランド・ノッティンガム出身のプロサッカー選手。ポジションは、ディフェンダー。

## クラブ経歴
地元クラブであるノッツ・カウンティFCやノッティンガム・フォレストFCのユースチームでプレーしたが、いずれもトップ昇格には至らず、2002年にブラッドフォード・シティAFCとプロ契約を結んだ。
以降、チャンピオンシップ以下の下位リーグでキャリアを積んだ。
2011年11月7日、フットボールリーグ1のチャールトン・アスレティックFCから同じリーグ1のAFCボーンマスにレンタル移籍。2012年1月、完全移籍に移行。フランシスはフットボールリーグ・チャンピオンシップ昇格の原動力になり、自身も年間ベストイレブンに選ばれた。2014年夏、ボーンマスとの契約を3年延長した。
2020年8月16日、ボーンマスからの退団が発表された。

## タイトル

### クラブ
ボーンマス
- フットボールリーグ・チャンピオンシップ：2014–15

### 個人
- フットボールリーグ1ベストイレブン：2012–13
- フットボールリーグ・チャンピオンシップベストイレブン：2014–15